# Ingrid Pitt
Ingrid Pitt (* 21. November 1937 in Warschau als Ingoushka Petrovna; † 23. November 2010 in London) war eine britische Schauspielerin und Schriftstellerin. Bleibende Bekanntheit erreichte Pitt durch ihre Rollen in Vampirfilmen der britischen Produktionsfirma Hammer-Filme.

## Jugend
Die Tochter eines mit seiner jüdisch-polnischen Ehefrau vor den deutschen Nationalsozialisten nach Polen geflohenen Deutschen verlor im Alter von zwei Jahren vorübergehend ihren Vater, nachdem er von der Besatzungsmacht verhaftet worden war. Pitts Mutter floh daraufhin mit dem Kleinkind in den von sowjetischen Truppen besetzten Teil Polens, nach Grodno (heute Teil von Belarus). Später ging die Familie in das weiter westlich gelegene Białystok zu den Großeltern mütterlicherseits. Als die Deutschen 1942 diese Region nach noch nicht deportierten Juden durchkämmten, wurde die Familie verhaftet. Die Großeltern kamen in einem Konzentrationslager um.
Ingoushka Petrovna und ihre Mutter wurden in das KZ Stutthof nahe Danzig verbracht. Als die Rote Armee im Frühjahr 1945 in Richtung Westen vorrückte, mussten    sie sich einem Todesmarsch anschließen. Beide konnten flüchten und fanden Unterschlupf bei polnischen Partisanen. Im Moment der Befreiung litt Ingoushka an Tuberkulose, ihre Mutter war an Typhus erkrankt. Nach der Genesung entschlossen sich Mutter und Tochter zur Reise nach Berlin, um den verschollenen Vater zu suchen.

## Schauspielkarriere
Ingoushka Petrovna begann sich für die Schauspielerei zu interessieren und bewarb sich bei Bertolt Brechts Berliner Ensemble im Osten der Stadt. Noch ehe ihre Karriere beginnen konnte, so erzählt Ingrid Pitt in ihrer 1999 erschienenen Autobiographie Life’s a Scream, will sie wegen unbotmäßiger Äußerungen von der Volkspolizei gejagt worden sein und sich durch einen beherzten Sprung in die Spree den Verfolgern entzogen haben. Einer der drei GI, die sie aus dem Wasser gezogen haben sollen, war der in West-Berlin stationierte US-Soldat Pitt. Nach sechs Monaten heirateten sie und zogen in ein Militärcamp nach Fort Carson/Colorado. Hier kam ihre Tochter Steffanie Pitt zur Welt, die ebenfalls Schauspielerin wurde.

### Erste Erfolge
Petrovna nahm den Künstlernamen Ingrid Pitt an. Während ihr Mann Dienst in Vietnam versah, ging sie erstmals auf Theatertournee durch die USA. In New York ließ sie sich am Actors Studio von Lee Strasberg fortbilden und ging anschließend nach Spanien, wo sie einige Bühnenauftritte am Nationaltheater in Madrid absolvierte und 1964 erstmals vor die Kamera trat. Ihr Filmdebüt gab sie in der B-Produktion El sonido de la muerte, einem US-finanzierten Horrorfilm um Abenteurer auf Schatzsuche. Gleich im Anschluss daran absolvierte sie in der aufwändigen Boris-Pasternak-Adaption Doktor Schiwago einen Miniauftritt als eine während des Bürgerkriegs mit einem Flüchtlingstrek umherirrende Russin. In dem Film Un beso en el puerto (Ein Kuss im Hafen) erhielt sie 1965 erstmals eine Hauptrolle.
1966 ging Pitt nach Los Angeles, wirkte in der Fernsehserie Dundee and the Culhane an der Seite des britischen Charakterstars John Mills mit und übernahm anschließend die weibliche Hauptrolle in der auf den Philippinen entstandenen Low-Budget-Produktion The Omegans unter der Regie von Billy Wilders Bruder W. Lee Wilder. Auf einer Party lernte sie den Stunt-Spezialisten Yakima Canutt kennen, der die stark überschuldete Schauspielerin bei einer britischen Produktion unterbrachte, dem zum Teil in den österreichischen Alpen gedrehten Kriegsfilm Agenten sterben einsam. Ihre Partner dort waren Richard Burton und Clint Eastwood.

### Horrorfilme
Pitt übersiedelte daraufhin nach England. Mit zwei Filmen avancierte sie 1970 zum neuen Horrorfilm-Star der auf dieses Genre spezialisierten Londoner Produktionsfirma Hammer Films: In Comtesse des Grauens verkörperte Pitt die titelgebende Gräfin Elisabeth Bathory, die sich durch regelmäßiges Baden im Blut von Jungfrauen ewige Jugend erhofft und zuletzt dennoch zerfällt. In dem Schauerstück Gruft der Vampire wiederum übernahm sie gleich drei Rollen: Die Vampirin Mircalla Karnstein sowie deren Vorfahren mit Namen Marcilla und Carmilla. Dem schrecklichen Treiben ihres Hauptcharakters wird dort mit einer Enthauptung durch Peter Cushing ein Ende bereitet.
Pitts Karriere endete ebenso rasch, wie sie begonnen hatte. Sie ließ sich einige Jahre in Argentinien nieder. Seit Mitte der 1980er Jahre konzentrierte sich Pitt auf ihre Tätigkeit als Buchautorin. Neben ihrer Autobiographie ist vor allem das 1986 erschienene Werk Katarina bemerkenswert, das sich in (stark autobiographischer) Romanform dem Überleben im Konzentrationslager widmet. Seit der Jahrtausendwende war Pitt auch wieder als Filmschauspielerin aktiv.

## Filmografie
- 1964: El sonido de la muerte
- 1964: Los duendes de Andalucia
- 1965: Doktor Schiwago (Doctor Zhivago)
- 1965: Falstaff – Glocken um Mitternacht (Falstaff – Campañadas a medianoche)
- 1965: Un beso en el puerto
- 1966: Toll trieben es die alten Römer (A Funny Thing Happened on the Way to the Forum)
- 1967: The Omegans
- 1968: Agenten sterben einsam (Where Eagles Dare)
- 1970: Totentanz der Vampire (The House That Dripped Blood)
- 1970: Gruft der Vampire (The Vampire Lovers)
- 1971: Comtesse des Grauens (Countess Dracula)
- 1971: Nobody Ordered Love
- 1973: The Wicker Man
- 1982: Das Kommando (Who Dares Wins)
- 1984: Parker
- 1984: Wildgänse 2 (Wild Geese II)
- 1985: Underworld
- 1987: Hanna’s War
- 1999: The Asylum
- 1999: Green Fingers (Kurzfilm)
- 2003: The Last of the Gentleman Producers (Dokumentarfilm)
- 2006: Minotaur
- 2008: Sea of Dust
- 2008: Beyond the Rave

## Schriften (Auswahl)
- Cuckoo Run 1980.
- mit Tony Rudlin: Eva’s Spell. The Novel of the Peróns. London 1985, ISBN 978-0423011302.
- Katarina, Methuen Publishing, London 1986, ISBN 978-0413604002.
- Life’s a Scream: The Autobiography of Ingrid Pitt. Heinemann, London 1999.
- mit Tony Rudlin: Annul Domini: The Jesus Factor. März 2012.